# Damen med de lyse handsker
Damen med de lyse Handsker er en spillefilm - en spionfilm - fra 1942 instrueret af Benjamin Christensen efter manuskript af Benjamin Christensen.

## Handling
Men jeg råder Dem til at være forsigtig... hveranden gæst på dette hotel er spion! Med disse ord, der tilhviskes ham af en russisk dame, introduceres den unge danske ingeniør Torben på et hotel, hvor filmens hovedhandling udspilles under verdenskrigen 1914-18. Han er lige kommet fra zarens Rusland, hvis hemmelige politi har tildelt ham kurerpas, mod at han til gengæld påtager sig at bringe nogle vigtige breve til zarens hemmelige repræsentant i et af de neutrale lande, hvor den internationale spionage florerer bag de tilsyneladende så fredelige kulisser. Han forelsker sig i hotellets stenograf, Irene, samtidig med at han får en uhyggelig følelse af, at hun på en eller anden måde har hemmelig forbindelse med en vis hr. Bestritsky, som han har grund til at mistænke for et mord.

## Medvirkende
Blandt de medvirkende kan nævnes:
- Lily Weiding
- Hans Henrik Krause
- Tavs Neiiendam
- Karl Jørgensen
- Jessie Lauring
- Olaf Ussing
- Bjarne Henning-Jensen
- Einar Juhl
- Valdemar Skjerning
- Bjørn Spiro